# Theerathon Bunmathan
Theerathon Bunmathan (taj. ธีราทร บุญมาทัน, ur. 6 lutego 1990 w Nonthaburi) – tajski piłkarz grający na pozycji lewego obrońcy. Od 2016 roku jest zawodnikiem klubu Muangthong United.

## Kariera piłkarska
Swoją karierę piłkarską Bunmathan rozpoczął w klubie Rajpracha FC. W 2009 roku zadebiutował w jego barwach w Thai Premier League. W 2010 roku przeszedł do klubu Buriram United. W sezonie 2011 sięgnął z nim po dublet - mistrzostwo oraz Puchar Tajlandii. Tytuł mistrzowski zdobywał również w sezonach 2013, 2014 i 2015, a krajowy puchar w sezonach 2012, 2013 i 2015.
W 2016 roku Bunmathan został piłkarzem klubu Muangthong United Zadebiutował w nim 25 czerwca 2016 w wygranym 4:1 domowym meczu z Nakhonem Ratchasima. W sezonie 2016 został mistrzem, a w sezonie 2017 wicemistrzem Tajlandii.
W 2018 roku Bunmathan był wypożyczony do japońskiego klubu Vissel Kobe. Swój debiut w J1 League zaliczył 23 lutego 2018 w zremisowanym 1:1 wyjazdowym meczu z Saganem Tosu.
| Sezon | Klub              | Kraj      | Rozgrywki      | Mecze | Gole |
| ----- | ----------------- | --------- | -------------- | ----- | ---- |
| 2009  | Rajpracha FC      | Tajlandia | Premier League | 10    | 0    |
| 2010  | Buriram PEA       | Tajlandia | Premier League | ?     | ?    |
| 2011  | Buriram PEA       | Tajlandia | Premier League | ?     | ?    |
| 2012  | Buriram United    | Tajlandia | Premier League | ?     | ?    |
| 2013  | Buriram United    | Tajlandia | Premier League | 30    | 3    |
| 2014  | Buriram United    | Tajlandia | Premier League | 31    | 2    |
| 2015  | Buriram United    | Tajlandia | Premier League | 32    | 3    |
| 2016  | Buriram United    | Tajlandia | Premier League | 9     | 1    |
| 2016  | Muangthong United | Tajlandia | Premier League | 12    | 2    |
| 2017  | Muangthong United | Tajlandia | Premier League | 30    | 7    |
| 2018  | Vissel Kobe       | Japonia   | J1 League      | 28    | 0    |

## Kariera reprezentacyjna
W reprezentacji Tajlandii Bunmathan zadebiutował 11 sierpnia 2010 roku w wygranym 1:0 towarzyskim meczu z Singapurem. W 2019 roku powołano go do kadry na Puchar Azji.